# Armandia hossfeldi
Armandia hossfeldi är en ringmaskart som beskrevs av Hartmann-Schröder 1956. Armandia hossfeldi ingår i släktet Armandia och familjen Opheliidae. Inga underarter finns listade i Catalogue of Life.